# Heidi Larson

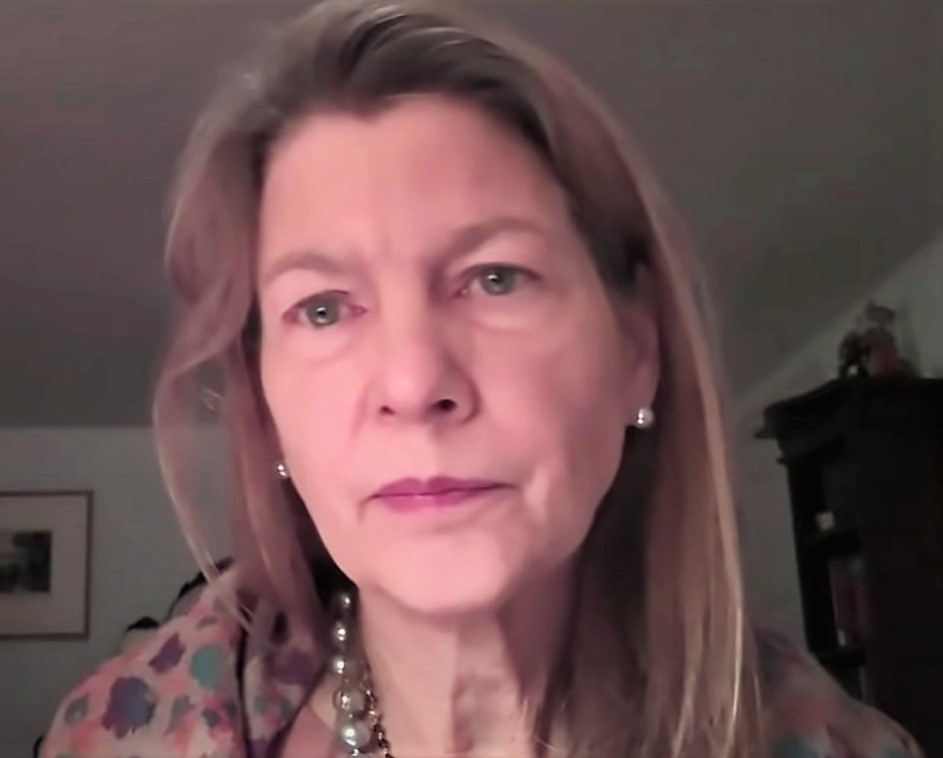
Heidi Larson

Heidi J. Larson (21 april 1957) is een Amerikaans antropologe en de oprichter en directeur van het Vaccine Confidence Project.

## Biografie
Heidi Larson studeerde communicatiewetenschappen aan Harvard. Tijdens haar studie was ze actief voor Save the Children op de Westelijke Jordaanoever en Nepal. Hierna ging ze antropologie studeren aan de Universiteit van Californië - Berkeley, waar ze een PhD bepaalde in 1990. Ze werkte voor meerdere bedrijven tot ze in 2000 begon te werken voor UNICEF aan de communicatie rond vaccinatieprogramma's, waaronder de campagnes rond de vaccinatie tegen ebola in Sierra Leone, Rwanda, de Democratische Republiek Congo en Oeganda.
Ze richtte in 2020 het Vaccine Confidence Project op aan de London School of Hygiene & Tropical Medicine.
In 2020 was ze co-voorzitter van het panel van het Center for Strategic and International Studies (CSIS) en publiceerde ze het boek Stuck: How Vaccine Rumors Start and Why They Don't Go Away. Ze wordt als deskundige tijdens de corona-crisis regelmatig gevraagd om te spreken over de weerstand die optreedt tegen vaccinatie.
Larson is getrouwd met Peter Piot.